# Jorge Azanza
Jorge Azanza Soto (Alsasua, 16 giugno 1982) è un dirigente sportivo ed ex ciclista su strada spagnolo di origine basca. Attivo come professionista dal 2005 al 2013, dal 2015 è direttore sportivo del team Euskaltel-Euskadi.

## Carriera
Passa professionista nel 2005 con il team Professional Continental basco Kaiku, da cui dopo due anni approda all'Euskaltel-Euskadi, squadra ProTour. Buon gregario, nelle sette stagioni in maglia Euskaltel non ottiene successi; si ritira dall'attività a fine 2013.
Dal 2015 è direttore sportivo del team Fundación Euskadi diretto da Jesús Ezkurdia; la squadra ha debuttato a livello Continental nel 2018, e come ProTeam nel 2020, assumendo nello stesso anno la denominazione Euskaltel-Euskadi.

## Piazzamenti

### Grandi Giri
- Giro d'Italia

2011: 68º
2013: 33º
- Tour de France

2007: 82º
- Vuelta a España

2011: 97º

### Classiche monumento
- Milano-Sanremo

2013: 81º